# Raveleijn
Raveleijn (Ravelin en français) est un complexe avec spectacle, restaurant, espaces pour événements et bureaux du parc d'attractions néerlandais Efteling.

## Présentation
Situé en lieu et place de l'ancienne entrée principale utilisée jusqu'en 1995, Raveleijn est principalement une arène de spectacle pour les visiteurs d'Efteling. Lors de la conception, le directeur du parc, Bart de Boer, déclare que Raveleijn est une « combinaison d'Horeca et d'attraction médiévale ». Le nom de l'attraction est écrit en vieux néerlandais et se traduit en français par ravelin, un élément de fortifications. Elle se nomme ainsi car le ravelin a une forme triangulaire vu du ciel, constitue un rempart et est isolé du reste des fortifications. L'attraction possède la même forme, deux de ses côtés sont une enfilade d'imposants bâtiments de 30 mètres de haut maximum et est une ville au sein de la zone Marerijk comme le laisse entendre le sous-titre employé lors de sa construction (Het hart van een sprookjesstad, le cœur d'une ville de contes de fées).
Sander de Bruijn est le créatif qui imagina le complexe de Raveleijn, les éléments et les costumes du spectacle. Le bâtiment recoupe les styles classique, gothique mais aussi présentent des façades typiquement néerlandaises à « pignons à redents » ou « pignons à échelons ». Enfin, le designer s'est également inspiré du style d'Anton Pieck, père spirituel d'Efteling. Sander de Bruijn avait travaillé à l'organisation intérieure du Musée du parc, à la rénovation de la plus grande boutique d'Efteling, au plan du parc et a pris le relais de Henny Knoet pour l'aspect de Pardoes et Pardijn. Il est le créatif autour des projets Hartenhof et Baron 1898.

## Ouverture
Un certain nombre de répétitions générales ont lieu à partir du 4 avril devant public. Raveleijn est officiellement inauguré le 7 avril 2011. Tous les bourgmestres des Pays-Bas y furent conviés, plus de la moitié a répondu présent. Ils sont 230 à couper le ruban. Les portes du spectacle ouvrent pour le grand public le 8 avril 2011.

## Spectacle
Le parc vise entre deux et six représentations par jour. Pour y assister, le spectateur retire son ticket gratuit à l'un des trois distributeurs situés sur la place devant l'arène. Le show se compose de voltige équestre, cascades et effets spéciaux (dont l'animation d'une hydre à cinq têtes de huit mètres de haut, crachant des flammes de six mètres). Le spectacle a une durée de vingt-deux minutes. La durée totale entre deux débuts de séance est d'une heure trente minimum.
Une parcelle du parking d'Efteling qui borde le complexe est transformée pour accueillir les écuries et volières pour les animaux de Raveleijn ainsi qu'un jardinet à la française pour accéder aux bureaux.
Pour que les représentations aient lieu également en hiver, les spectateurs sont protégés par un toit. Grâce à un système de stockage calorifique souterrain, les estrades sont chauffées ainsi que la piste où les spectacles sont présentés. En effet, il est nécessaire de maintenir le sol suffisamment chaud pour que celui-ci ne gèle pas.

## De 2011 à 2012
Le spectacle a été monté avec la collaboration de Constant in Beweging qui avait déjà travaillé avec Efteling. En septembre 2010 commence la recherche des équidés et la troupe est composée de dix professionnels qui ont été auditionnés parmi quarante cavaliers en octobre 2010,. Pour préparer le spectacle, onze chevaux sont rassemblés dans la commune française de Plérin à partir du 15 janvier. Les chevaux sont originaires d'Espagne, du Portugal et de Belgique. Âgés de 4 à 7 ans et non castrés, ils ont été sélectionnés par Éric Gauthier, ancien élève de l'École nationale du cirque Fratellini. Durant cinq mois, les chevaux et leurs cavaliers sont entraînés aux techniques équestres requises (cabrés, révérences, cascades, passage du feu, postes hongroises, voltige et de multiples jeux de scènes) sous la houlette de l'artiste équestre E. Gauthier. La troupe rejoint Efteling le 28 février 2011, afin de poursuivre, pendant un mois, l'entraînement in situ. Le 5 septembre 2011, l'ensemble du spectacle est renouvelé, avec une nouvelle introduction et plusieurs ajouts ainsi que la suppression de scènes. Du 4 février au 30 avril 2013, pendant la période de repos des représentations, les équipes d'Efteling collaborent avec le parc français du Puy du Fou pour travailler sur un nouveau spectacle.

## Depuis 2013
Une nouvelle version du spectacle est proposée et réalisée en collaboration avec les équipes du Puy du Fou sur base du précédent spectacle ainsi que des écrits de Paul van Loon. Plus de quarante salariés (cavaliers, fauconniers, cascadeurs, costumiers, techniciens) assurent environ mille deux cents représentations d'avril à janvier. En plus des acteurs, chaque spectacle met en scène six chevaux (frisons ou ibériques), onze Grands corbeaux et un Faucon sacre.
Plusieurs Ibis sacrés évoluaient lors des représentations entre 2013 et 2018. L'Union européenne interdit ces oiseaux en raison des effets négatifs sur l'écosystème. Un ibis sacré peut menacer des espèces endémiques. De plus, compte tenu de sa taille, il existe un risque de collision avec des objets volants motorisés. Ils ont depuis été remplacés par des Hérons garde-bœufs.
Lors de la crise du Coronavirus aux Pays-Bas, une version adaptée du spectacle de 11 minutes a été réalisée.
Depuis le 29 septembre 2020, une nouvelle version adaptée du spectacle a été réalisée à la suite de nombreuses critiques négatives selon lesquelles le scénario était assez flou. Dans la version modifiée, de nouvelles voix ont été ajoutées et le texte a été ajusté pour rendre l'histoire un peu plus claire.

## Scénario, musique et autres médias

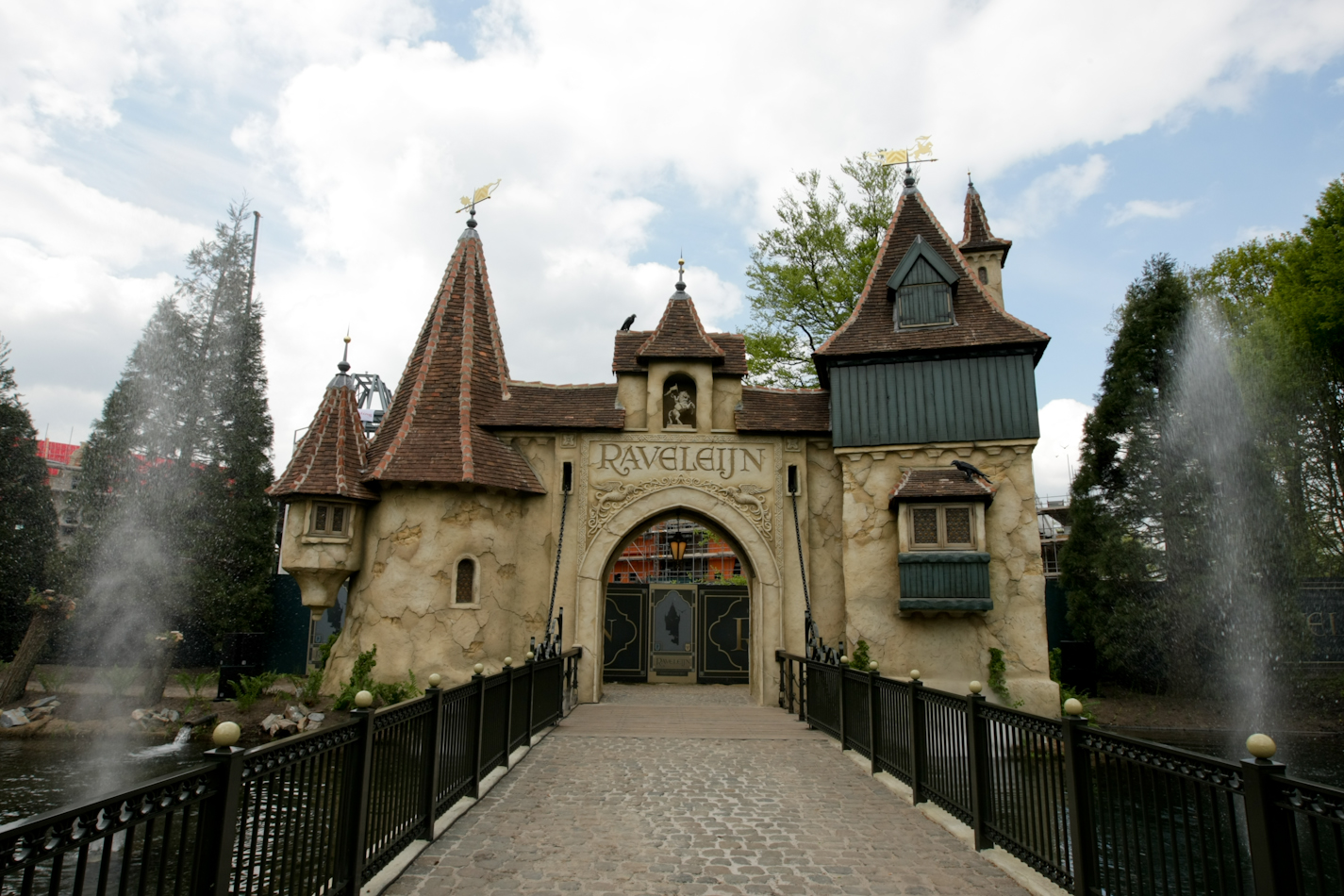
La porte d'entrée durant la construction.

Le scénario du spectacle est basé sur un livre de 246 pages de l'auteur Paul van Loon, dix fois lauréat du prix néerlandais des enfants. Efteling et Paul van Loon ont collaboré dans le but de créer Raveleijn. La série télévisée dérivée produite par le parc est diffusée à partir du 26 février 2011 sur RTL4. La réalisation de celle-ci est assurée par Anne van der Linden et les acteurs sont Sebastian Wulff (connu pour jouer Joost Woudenberg dans la série néerlandaise Spangas), Babette van Veen, Myrianna van Reeden, Dicky van der Toorn et Freerk Bos. Le jeu en ligne est disponible à partir du 20 avril 2011. L'écrivain a imaginé le cadre narratif derrière le spectacle et sort le livre Raveleijn le 7 avril 2011. Il nous conte l'histoire à la suite de leur déménagement de Thomas, Joost, Maurice et les jumelles Lisa et Emma ; cinq frères et sœurs qui seront confrontés à des créatures de fer, d'acier et de cuir.
“Ils semblent être des enfants très ordinaires… jusqu'à ce qu'ils trouvent la porte oubliée de la ville magique Raveleijn. En traversant celle-ci, ils se transforment en cavaliers adultes et expérimentés. Cinq corbeaux se métamorphosent en destriers. Ils sont transportés en d'autres lieux et d'autres temps. Selon d'anciennes prophéties, ils ont un rôle important à jouer. Ils doivent libérer Raveleijn et son peuple de leur tyran : le comte Olaf Graf. Chacun d'eux possède son propre cheval et une arme spéciale et auront le courage de se battre contre les créatures monstrueuses qu'ils rencontreront en route pour accomplir leur destinée. Mais comment vont-ils acquérir les pouvoirs magiques nécessaires pour renverser Olaf Graf ? D'autres horreurs encore plus grandes les attendent”.
La bande originale du spectacle composée par René Merkelbach, le compositeur maison d'Efteling, a été interprétée par le Brabants Orkest. Les musiques d'ambiance entourant le spectacle principal ont été interprétées par l'Orchestre Philharmonique de Prague. René Merkelbach a également composé les musiques du Vliegende Hollander, de la Pardoes Promenade, de Piraña, du conte Cendrillon, de Bosrijk et de Joris en de Draak.
Tout comme pour Joris en de Draak, des arrêts de bus des Pays-Bas sont décorés selon l'attraction. Il s'agit ici de l'imitation de la porte d'entrée.

## Restaurant, lieux évènementiels et bureaux
Raveleijn propose également un restaurant, des salles pour évènements professionnels et familiaux ainsi des bureaux pour le personnel d'Efteling.
Le restaurant se nomme Het Wapen van Raveleijn ("Les armes de Raveleijn"). Avec ses décorations médiévales, il propose des menus trois services bourguignons. D'abord destiné pour les groupes et les familles, il est principalement ouvert le soir et le week-end sur réservation.
Les salles événementielles de Raveleijn peuvent être réservées pour environ cinq cents invités dans le cadre professionnel ou pour les fêtes familiales.
La direction et les secteurs tels que communication, conception et divertissement déménagent des bureaux situés à l'arrière du Royaume de l'Aventure (Reizenrijk) dans ceux de Raveleijn mis en service en novembre 2010.

## Données techniques
- Nombre de places : 1 200
- Superficie : 1 450 m²
- Nombre de chevaux : 6
- Nombre d'acteurs : 20
- Nombre d'oiseaux : 11 corbeaux, 1 faucon
- Durée totale du spectacle : 30 minutes
- Âge minimum conseillé : 6 ans[15]

## Galerie

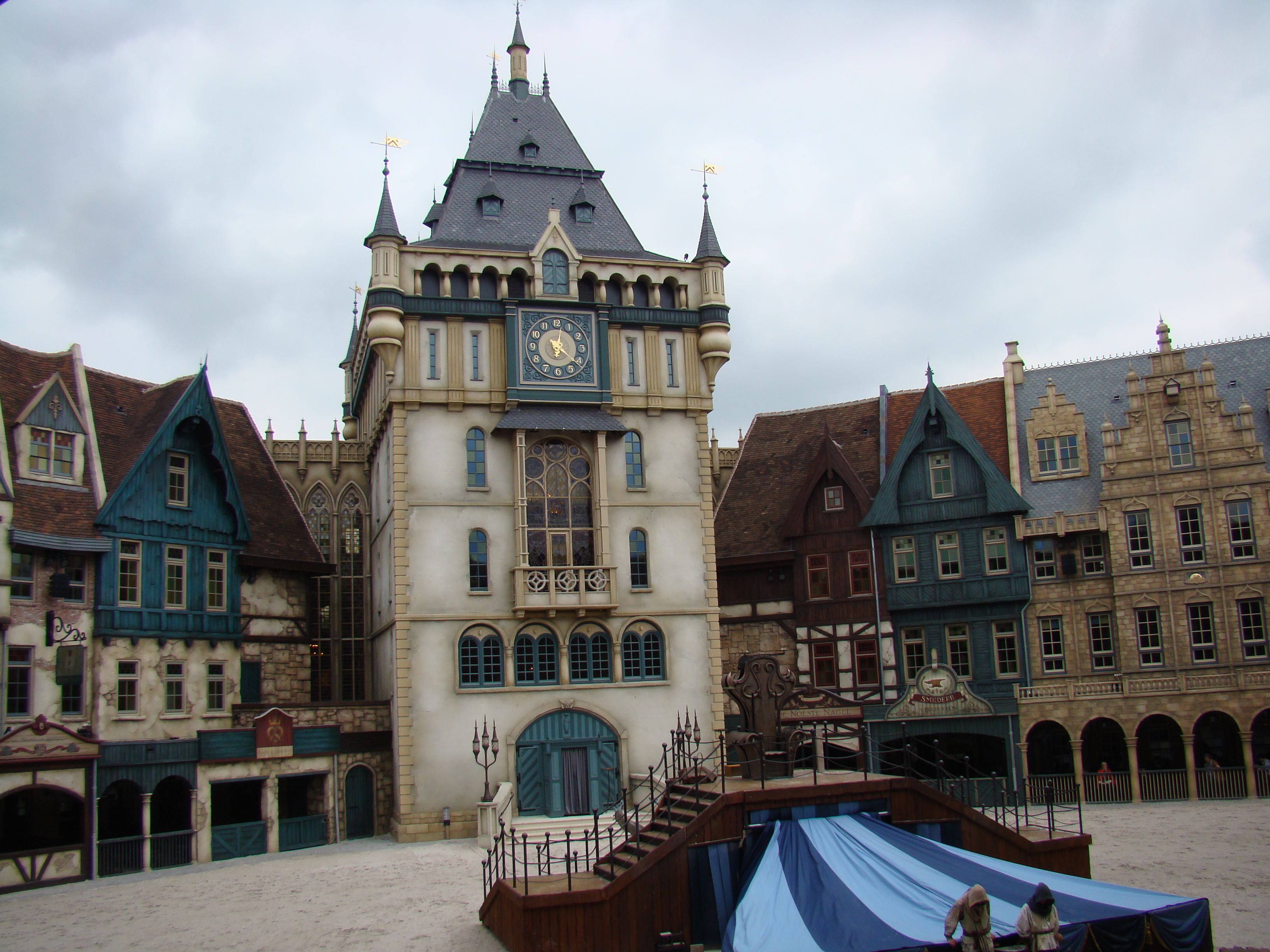
Les décors contiennent restaurant, lieux évènementiels et bureaux.
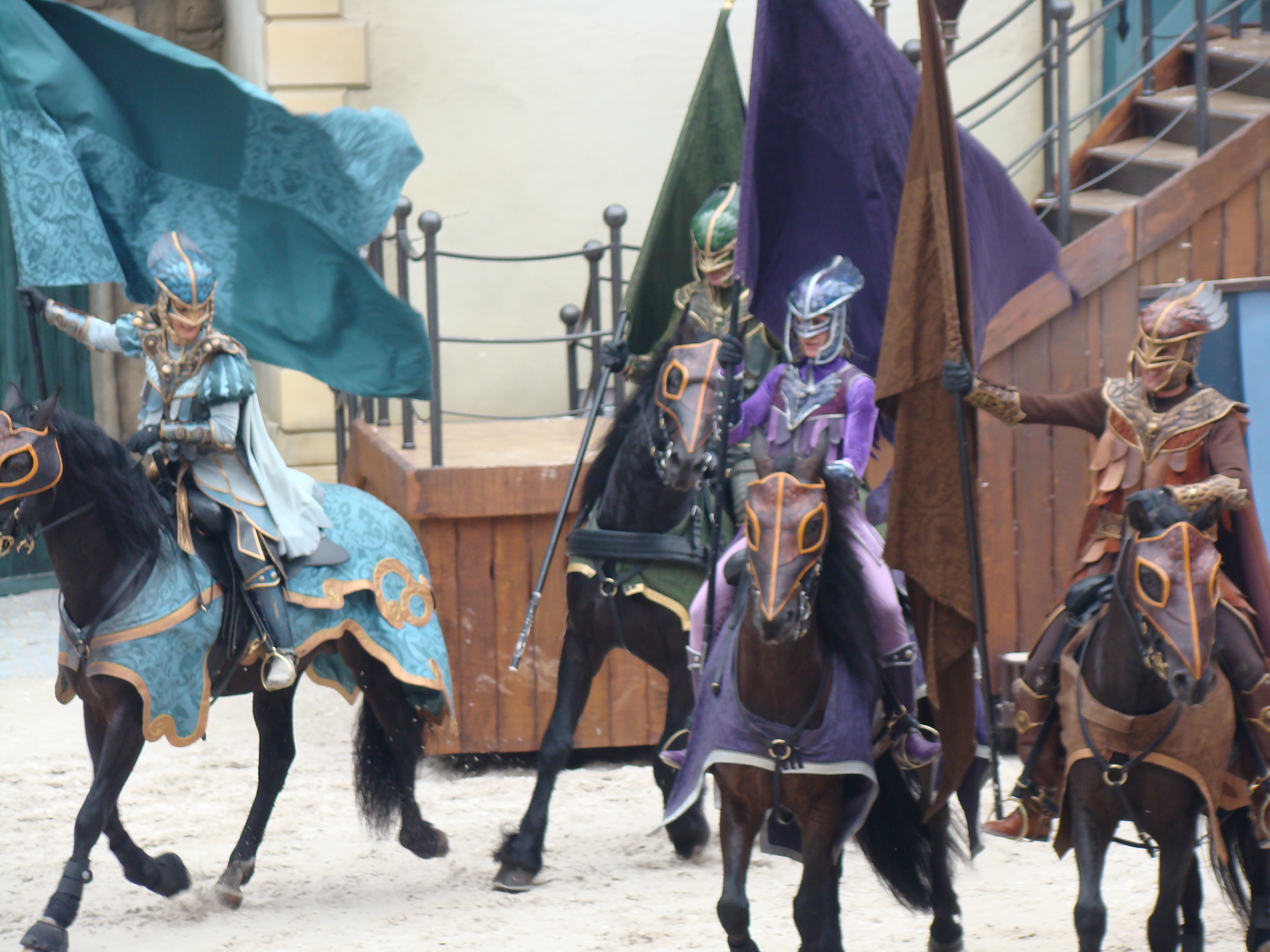
Les Raven ruiters (cavaliers corbeaux).
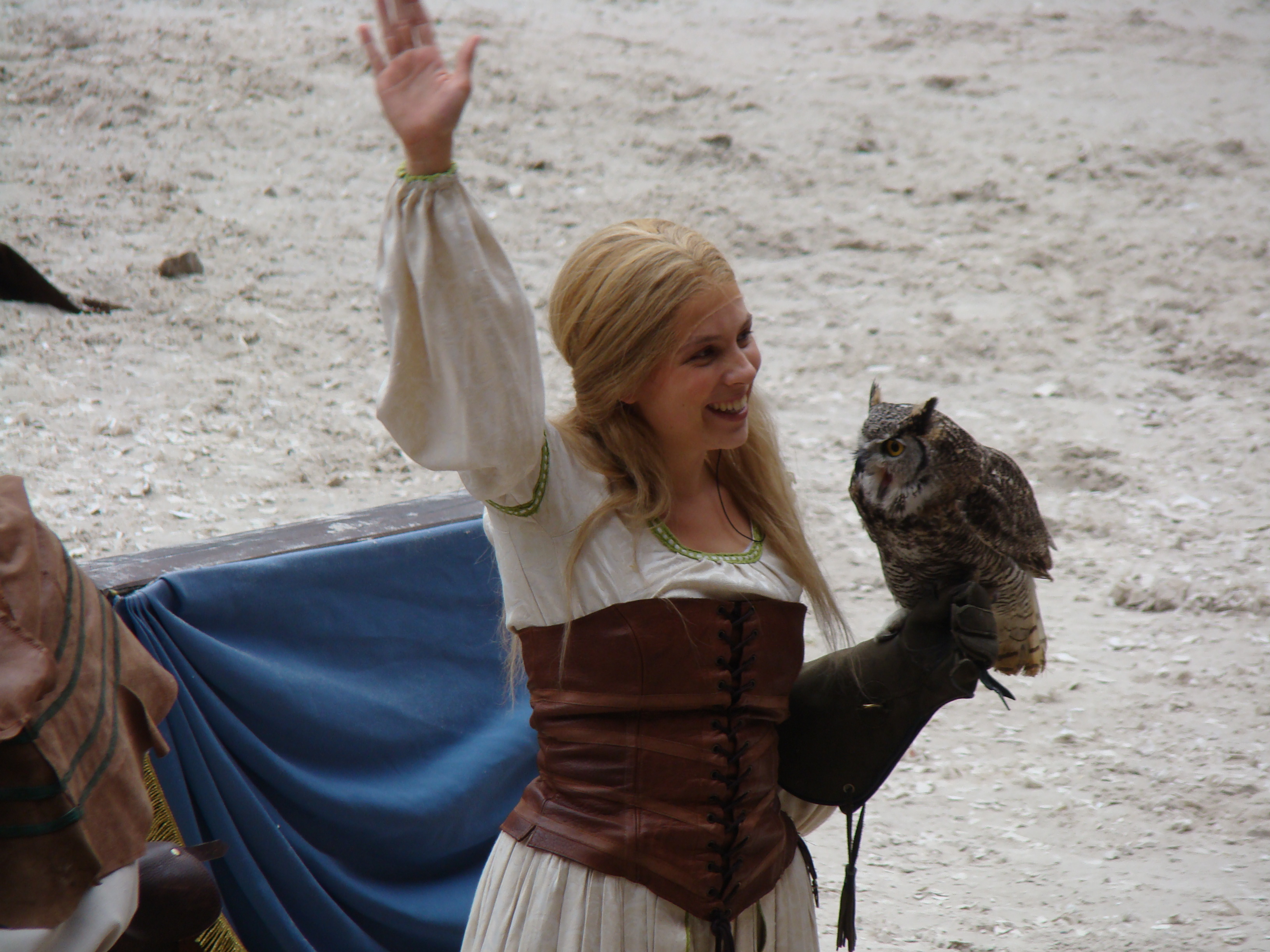
Villageoise.
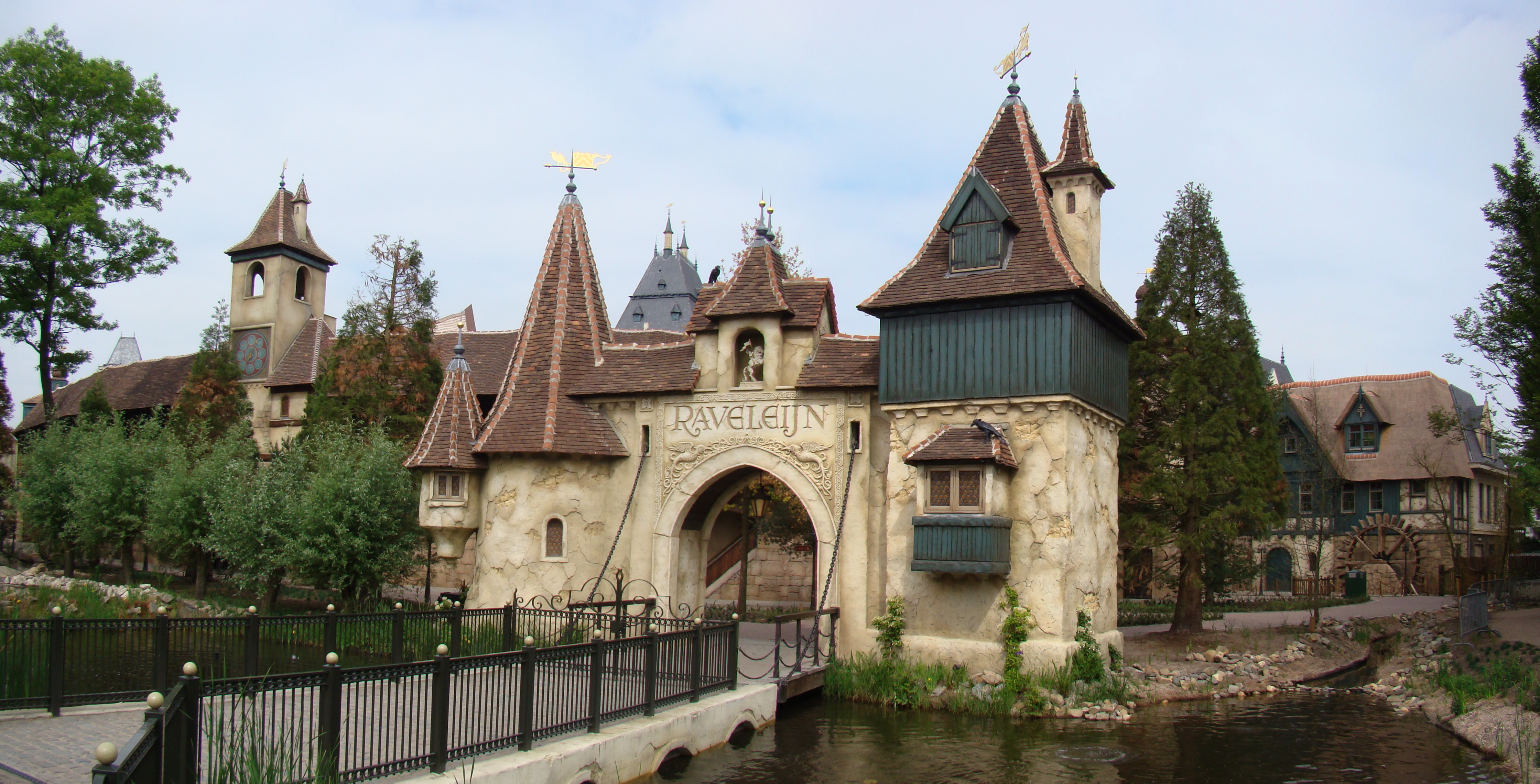
Panorama devant Raveleijn.
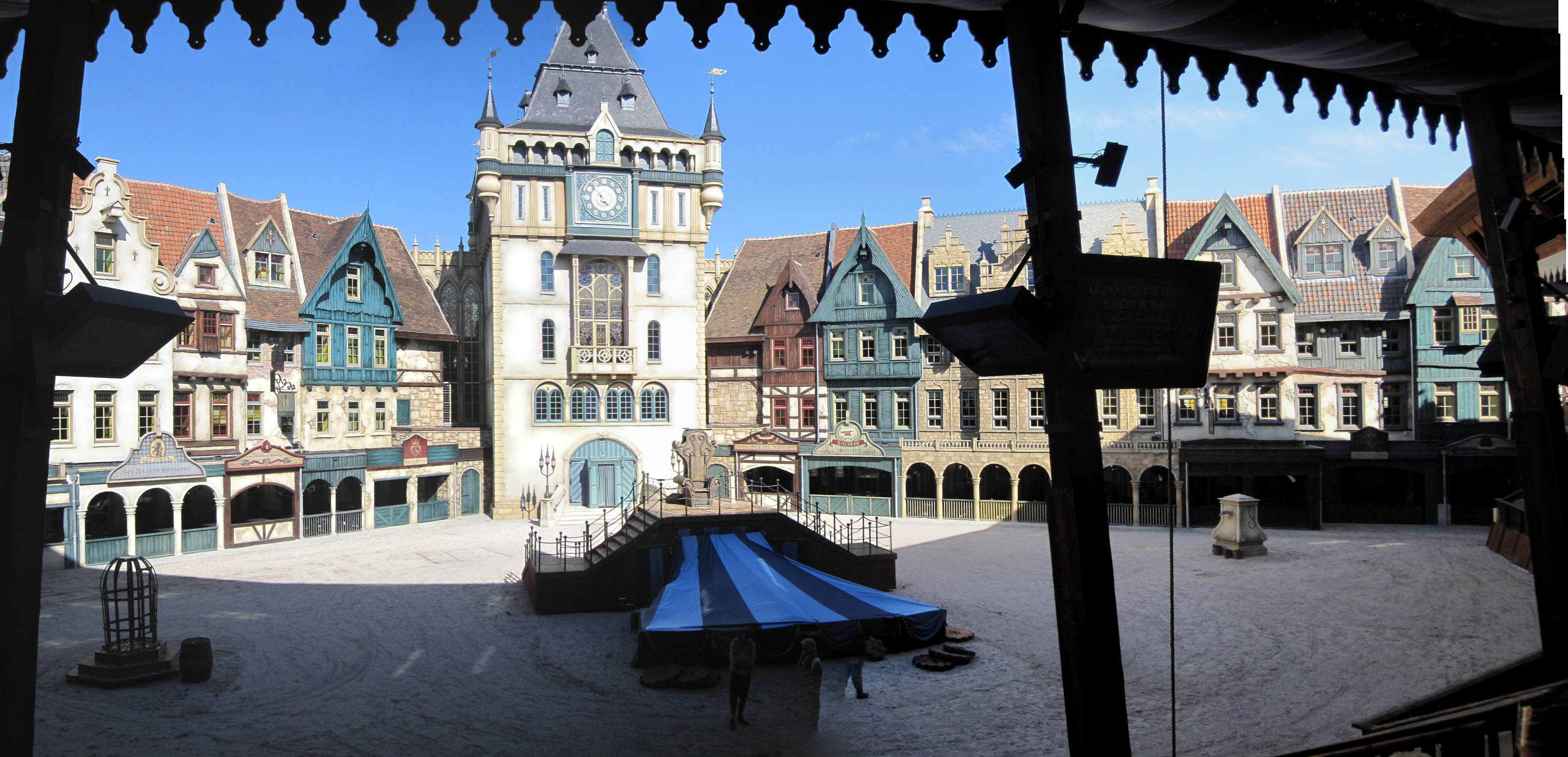
Panorama de l'arène.